# El Solà (Riner)
El Solà és una masia situada al municipi de Riner a la comarca catalana del Solsonès.